# 本庄村 (鳥取県)
本庄村（ほんじょうそん）は、鳥取県岩井郡・岩美郡にあった村、自治体である。

## 概要
現在の岩美町本庄・新井・河崎・太田・恩志・高山に相当する。蒲生川中・下流域に位置した。
藩政時代には鳥取藩領の岩井郡本庄（本庄郷、本郷）に属する本庄村・新井村・河崎村・太田村、および蒲生庄に属する恩志村（恩地村）・高山村があった。
本庄の名は、荘園として開墾されたところからと伝えられる。また役場や学校が置かれた新井（にい）は、古語の稲の新穀を意味する「にひ」が由来とされる。

## 沿革
- 1881年（明治14年）9月12日 - 鳥取県再置。
- 1883年（明治16年）- 連合戸長役場を本庄村に設置[1]。
- 1889年（明治22年）10月1日 - 町村制施行により、太田村・本庄村・河崎村・新井村・恩志村・高山村が合併して村制施行し、本庄村が発足。旧村名を継承した6大字を編成。役場を大字本庄村の村上伝吉宅に設置[1]。
- 1892年（明治25年）4月 - 役場を新井村の村上源蔵宅に移転[1]。
- 1893年（明治26年）4月 - 庁舎新築[1]。
- 1896年（明治29年）4月1日 - 郡制の施行により、邑美郡・法美郡・岩井郡の区域をもって岩美郡が発足し、岩美郡本庄村となる。
- 1914年（大正3年）10月1日 - 「本庄村大字○○村」から大字の「村」を削除し、「本庄村大字○○」と呼ぶことになる[5]。
- 1954年（昭和29年）7月1日 - 田後村、東村、浦富町、蒲生村、岩井町、小田村、大岩村、網代村と合併して岩美町が発足。同日本庄村廃止[6]。

## 行政

### 戸長
- 郡区町村編制法施行後（1879年）[1]
  - 太田・本庄戸長：村松茂平
  - 岩常・新井・河崎戸長：八石貫一郎
  - 恩志・高山戸長：石谷又市
- 本庄村外十八ヶ村連合戸長役場（1883年 - 1889年）：村松茂平、田中傳六[1][7]
管轄区域：本庄村・太田村・新井村・河崎村（後の本庄村の一部）、大谷村・岩本村（後の大岩村）、池谷村・延興寺村・外村・小田大谷村・大坂村・唐川村（後の高野村）、岩常村・高住村・長郷村・院内村・荒金村・黒谷村（後の新宮村）、網代村

なお恩志村と高山村は岩井宿外十二ヶ村連合戸長役場（後の岩井村）の管轄であった。

### 歴代村長
| 代         | 氏名       | 就任年月日                 | 退任年月日                 | 備考 |
| ---------- | ---------- | -------------------------- | -------------------------- | ---- |
| 初         | 八石貫一郎 | 1889年（明治22年）11月20日 | 1893年（明治26年）11月4日  |      |
| 2          | 八石貫一郎 | 1893年（明治26年）11月13日 | 1894年（明治27年）4月25日  |      |
| 3          | 吉岡義造   | 1894年（明治27年）5月2日   | 1899年（明治32年）1月15日  |      |
| 4          | 田中柳太郎 | 1899年（明治32年）1月16日  | 1900年（明治33年）12月30日 |      |
| 5          | 村上元蔵   | 1900年（明治33年）12月28日 | 1904年（明治37年）12月27日 |      |
| 6          | 村上元蔵   | 1905年（明治38年）1月11日  | 1909年（明治42年）1月10日  |      |
| 7          | 山本善九郎 | 1909年（明治42年）1月19日  | 1913年（大正2年）1月18日   |      |
| 8          | 村松柳治   | 1913年（大正2年）1月30日   | 1917年（大正6年）1月29日   |      |
| 9          | 山本善九郎 | 1917年（大正6年）1月24日   | 1920年（大正9年）10月9日   |      |
| 10         | 山本猪之蔵 | 1920年（大正9年）11月8日   | 1924年（大正13年）11月7日  |      |
| 11         | 山本猪之蔵 | 1924年（大正13年）11月11日 | 1926年（大正15年）9月27日  |      |
| 12         | 岸本万英   | 1927年（昭和2年）3月24日   | 1931年（昭和6年）3月23日   |      |
| 13         | 村上喜治   | 1931年（昭和6年）4月21日   | 1935年（昭和10年）4月20日  |      |
| 14         | 村上喜治   | 1936年（昭和11年）2月1日   | 1940年（昭和15年）1月31日  |      |
| 15         | 谷垣邦義   | 1940年（昭和15年）4月5日   | 1944年（昭和19年）4月4日   |      |
| 16         | 谷垣邦義   | 1944年（昭和19年）4月5日   | 1946年（昭和21年）10月15日 |      |
| 17         | 谷垣博義   | 1947年（昭和22年）4月6日   | 1951年（昭和26年）4月4日   |      |
| 18         | 谷垣博義   | 1951年（昭和26年）4月24日  | 1954年（昭和29年）6月30日  |      |
| 参考文献 - |            |                            |                            |      |

## 教育
- 本庄村立本庄小学校（現在は統合により岩美町立岩美南小学校となり、旧校地は「遊びの広場」となった[9]）
- 中学校は浦富町の組合立浦富中学校（現在は統合により岩美町立岩美中学校となる）

## 交通

### 鉄道
- 岩井町営軌道：恩志駅
- 山陰本線：駅は無し（最寄りは大岩駅・岩美駅）

### 道路
- 国道9号
- およし道路：岩美駅から岩井温泉街まで最短で繋ぐ道路（現在の鳥取県道164号岩美停車場線）

## 出身者
- 石谷董九郎（衆議院議員、恩志村生まれ、1840年 - 1908年）